# Mycale strongylophora
Mycale strongylophora är en svampdjursart som först beskrevs av de Laubenfels 1954.  Mycale strongylophora ingår i släktet Mycale och familjen Mycalidae. Inga underarter finns listade i Catalogue of Life.